# سيدني لينس
سيدني لينس (بالإنجليزية: Sidney Lens)‏ (1912 – 1986)، المعروف أيضًا باسم ولادته سِد أوكون، هو قائد عمالي أمريكي، وناشط سياسي، ومؤلف، ومشهور بسبب كتابه اليوم ما قبل القيامة الذي حذر من احتمال الإبادة النووية، ونُشر عام 1977 من قبل دار نشر دابلداي. كتب أيضًا عن تاريخ التدخل الأمريكي في الخارج في كتاب زيف الإمبراطورية الأمريكية، الذي نُشر في الأصل عام 1974 ثم أُعيد نشره عام 2003 من قبل دار نشر هايماركت بوكس بمقدمة جديدة من كتابة هاوارد زِن، وكتب أيضًا سيرة ذاتية بعنوان الراديكالي غير النادم.
كان لينس سابقًا عضوًا في عصبة العمال الثورية التابعة لهوغو أويلر، وأصبح نشطًا في نقابات عمال التجزئة بشيكاغو وفي حركة مناهضة الحرب خلال حرب فيتنام. في عام 1967، كان لينس من بين 500 كاتب ومحرر وقعوا عهد «احتجاج الكتاب والمحريين على ضريبة الحرب»، متعهدين برفض دفع 10% من ضريبة حرب فيتنام الإضافية التي اقترحها الرئيس جونسون.
كان لينس محررًا في مجلة ذا بروغريسف.
في عام 1980، كان لينس مرشح حزب المواطنين لمجلس شيوخ الولايات المتحدة عن ولاية إلينوي.

## الإرث
تُحفظ مجموعة سيدني لينس الفوتوغرافية في مكتبة أوفيات في جامعة ولاية كاليفورنيا بنورث ريدج. تتألف هذه المجموعة من صور التقطها لينس، والتي يظهر في بعضها. تُحفظ بعض الصور والصحف الأخرى المتعلقة بإرث لينس في الأرشيف والمجموعة الخاصة لمكتبة أوفيات بجامعة ولاية كاليفورنيا.

## بيبلوغرافيا
- جون ديوي، ناقد ماركسي، عصبة العمال الثورية في الولايات المتحدة 1942، كتبه باسم ولادته سِد أوكون
- اليسار، واليمين، والوسط (شيكاغو: منشورات هنري ريغني، 1949): يشرح بعض الشذوذات في الحركة العمالية الأمريكية
- الثورة المزورة (بوسطن: منشورات بيكون، 1952): لماذا جذبت الستالينية، رغم طبيعتها الفاسدة، ملايين الناس في الدول غير الشيوعية
- عالم في ثورة (1956): الحركات العمالية حول العالم بناءً على رحلات طويلة
- أزمة العمل الأمريكي (1959)
- العمال (1960): تاريخ العمل للشباب
- أفريقيا، العملاق المستيقظ للشباب
- الحملة الصليبية العقيمة: مناهضة الشيوعية كعقيدة أمريكية (1964): كيف تعثرت السياسة الأمريكية الخارجية من خلال مساواة الليبرالية والاشتراكية بالشيوعية
- ولادة بلد (1964): قصة الثورة الأمريكية للشباب
- الراديكالية في أمريكا (1966): تاريخ اليسار الأمريكي منذ عام 1620 وحتى الآن
- ماذا تفعل النقابات
- الفقر: تناقض أمريكا الدائم (1969): برامج الفقر ومناهضة الفقر منذ عصر النهضة وحتى المجتمع الكبير
- المجمع الصناعي العسكري (منشورات خان وأفريل، 1970)
- زيف الإمبراطورية الأمريكية (نيويورك: منشورات توماس واي. كروال، 1971): التدخل الأمريكي والتوسعية الإمبريالية على مدار تاريخ أمريكا
- حروب العمل (نيويورك: منشورات دابلداي، 1973): صراع حركات العمل منذ حركة مولي ماغوايرز وحتى ثلاثينيات القرن العشرين
- الفقر، البارحة واليوم (1973) تاريخ الفقر للشباب
- وعد الثورة ومزالقها (1974)
- اليوم ما قبل القيامة (نيويورك: منشورات دابلداي، 1977): عن مخاطر الحرب النووية
- الراديكالي غير النادم (بوسطن: منشورات بيكون، 1980): سيرة ذاتية
- القنبلة (نيويورك: منشورات دوتون، 1982): تاريخ سباق التسلح
- متلازمة خط ماجينو (نيويورك: منشورات شوكين، 1987): التزام حكومة الظل الأمريكية غير المحسوبة بالبقاء في حالة من العسكرة الدائمة
- فيتنام: حرب على جبهتين (نيويورك: منشورات دوتون، 1990)